# Chris Gayle
Christopher Henry Gayle (ur. 21 września 1979 w Kingston) – jamajski krykiecista, all-rounder, wieloletni reprezentant Indii Zachodnich, także jako kapitan. Rekordzista świata w liczbie punktów zdobytych w meczu Twenty20 (175), liczbie meczów Twenty20, w których zdobył co najmniej 100 punktów (13) oraz liczbie 6-punktowych uderzeń uzyskanych w międzynarodowych meczach Twenty20 (87). Uznawany za jednego z najwybitniejszych krykiecistów XXI wieku.
W barwach Indii Zachodnich (od 1999 roku) rozegrał 103 mecze testowe, 258 meczów ODI i 45 meczów Twenty20.
Podczas meczu Indian Premier League Royal Challengers Bangalore - Pune Warriors (23 kwietnia 2013) uzyskał 175 punktów, ustanawiając rekord świata w liczbie punktów w meczu Twenty20. Przy okazji odnotował najszybszą „setkę” w historii krykieta, do której zdobycia potrzebował tylko 30 piłek (m.in. ośmiu uderzeń 4-punktowych i jedenastu 6-punktowych).
Uczestnik Pucharu Świata (2003, 2007, 2011, 2015, 2019) oraz Pucharu Świata Twenty20 (2007, 2009, 2010, 2012, 2014, 2016).